# Вишгородок

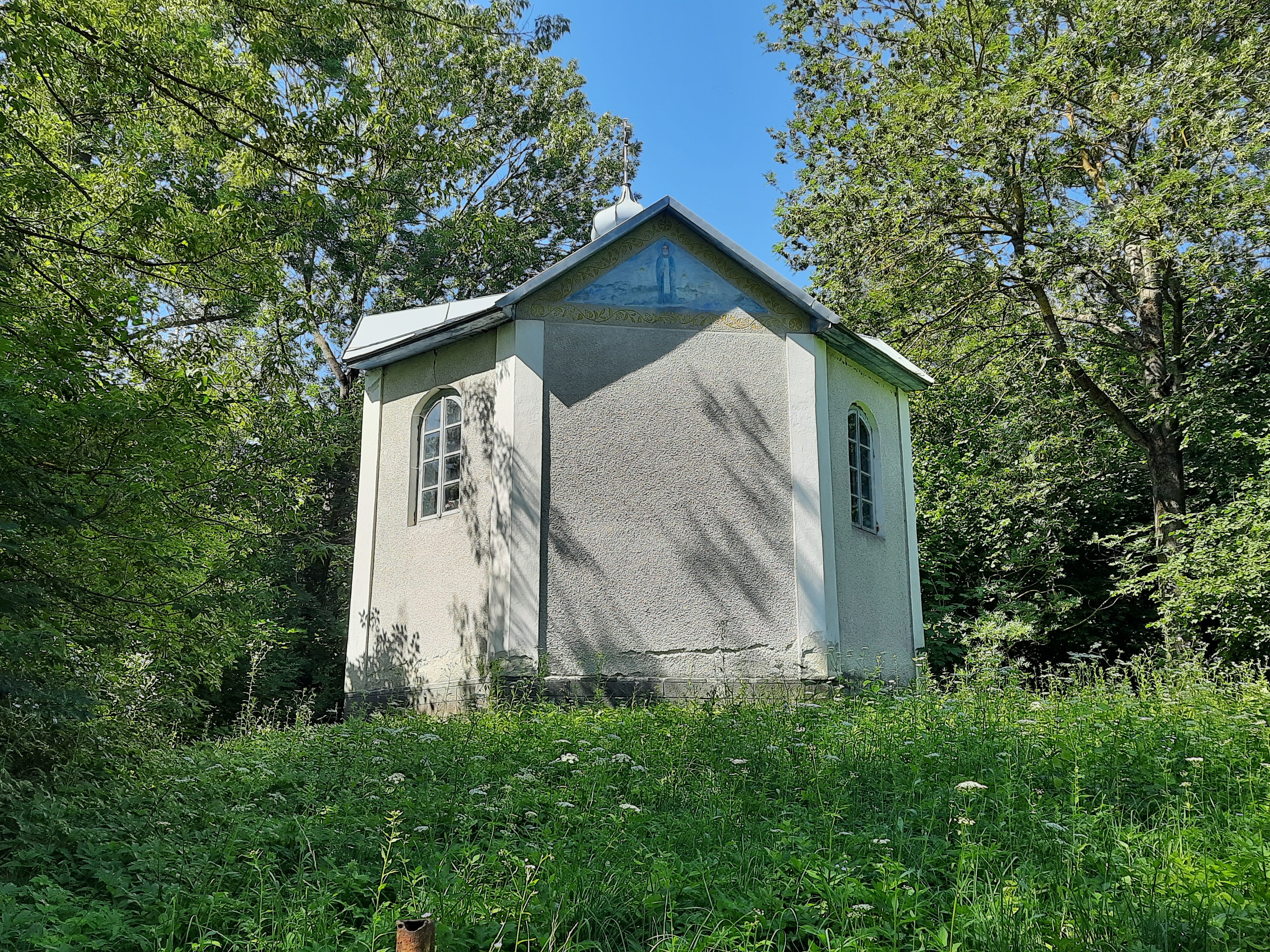
Капличка

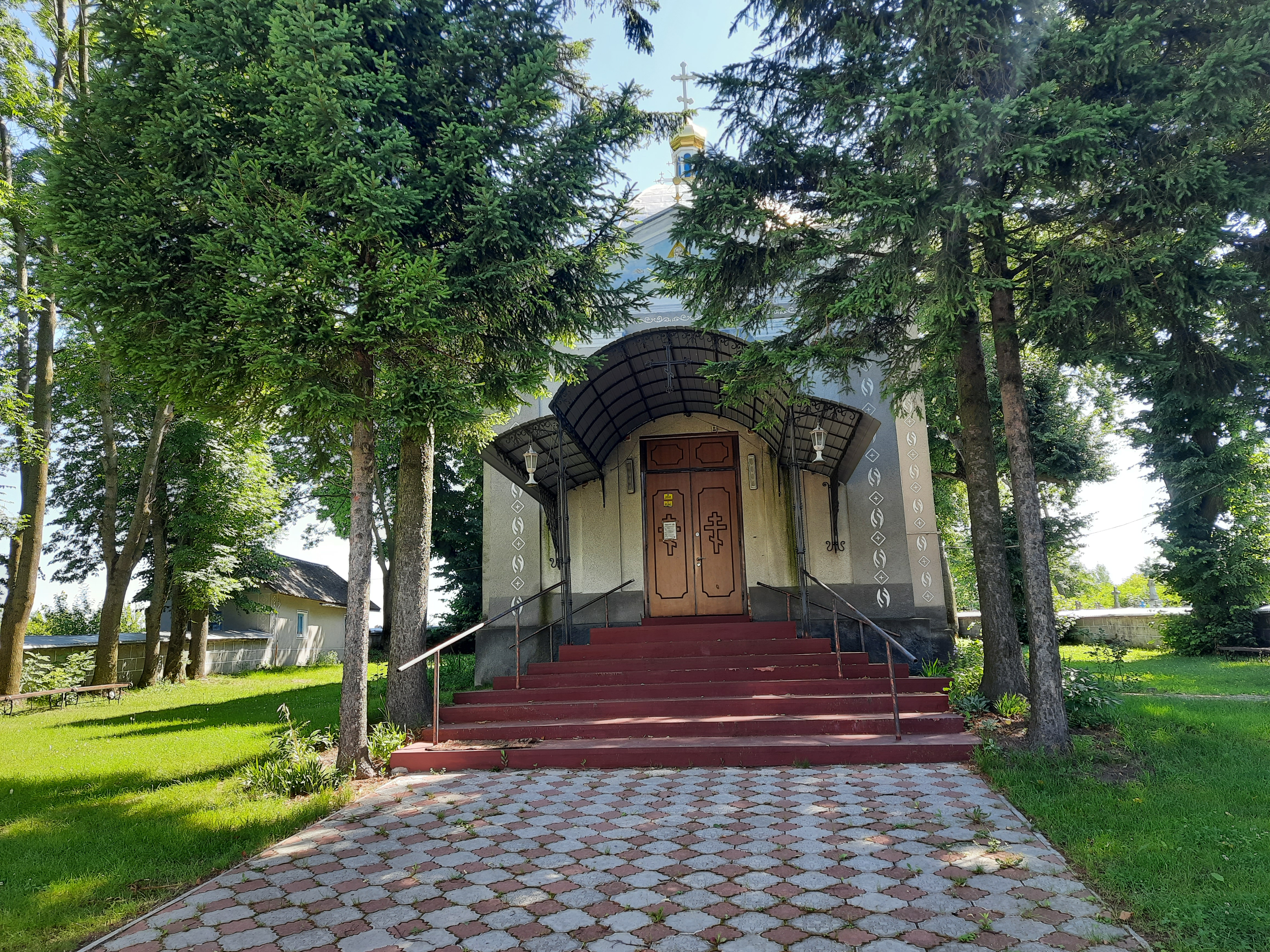
Церква Різдва Пресвятої Богородиці

Ви́шгородок — село в Україні, у Лановецькій міській громаді Кременецького району Тернопільської області. Розташоване на річці Свинорийка, на південному сході району. До 2020 — центр сільради, якій було підпорядковане село Соколівка.
Населення — 690 осіб (2001).

## Історія
Ще у літописну епоху Вишгородок називався «городком Вигошевим», у наступних століттях в старих актах згадується під назвою Вишегородок, Вишгородок. Первісна назва Вигошев, на думку польського дослідника С.Респонда, походить від польського «виґа» — «старий собака». Тернопільський професор Д.Бучко вважає, що в основі назви поселення лежить старослов'янське ім'я Вигош, а «Вигошів» означає «замок Вигоша».
Перша писемна згадка про Вишгородок міститься в іпатієвському літописі під 1152 роком: «Изяславь посла посадники вь городь Шюмськ, вь Тихомиль, от Вигошев». Проте воно існувало набагато раніше.
Особливо тяжкою і трагічною була доля міста в період монгольської навали. Захопивши у 1240 році Київ, орди Батия рушили на Галицько-Волинське князівство. Укріплення Вигошева було зруйноване, а мешканці його винищені.
У 1349 році місто, яке було в складі Галицько-Волинського князівства, потрапило під владу Польщі. Про це говорить Новгородський літопис від 1349 року. Власники міста знову відбудували укріплення, знищені монголо-татарами. Вони були зацікавлені в утриманні замку в належному стані, що сприяло зміцненню обороноздатності, оскільки отримували великі прибутки від торгівлі у вигляді різних податків і чинів.
За угодою синів Василя Збаразького про поділ володінь, укладеною 1481 р., правобережне верхів’я Жираку (права притока Горині) із розташованими тут селами Влащинівці (сучасні Влащинці) й Доманинка (частина с.Бережанка) перепало Федору. Після одруження князь перебрався в успадкований дружиною маєток Порицьк у Володимирському повіті й започаткував там рід Порицьких. За поділом його синами спадщини батьків 1529 р. землі, про які тут ідеться, перепали Юрію і Войні Федоровичам, які згодом започаткували дві гілки князів Вороницьких. Під час розмежування 1541 р. села Влашинівці з маєтками Федора Вишневецького вони належали ще їм, а пізніше якось опинилися в старшого брата Олександра.Зусиллями Олександра Федоровича Порицького у верхів’ях річок Жираку й Буглівки з’явилися нові поселення й замок.
1554 р. князь отримав привілей із дозволом «в ымεнью εго Вышєгородε, прилεглому к полю на украинε, мεсто садити и торгъ на нεдεли одинъ разъ мεти». Залюднення володінь спричинило конфлікт із Миколаєм Збаразьким, і той оскаржив сусіда перед монархом, оцінивши свої збитки на 1846 кіп 7,5 грошів. Оскільки Порицький не з’явився на суд, віленський воєвода Миколай Радивил присудив передати позивачу в заявленій ним сумі маєтки відповідача на півдні Волині. Дворянин Федір Солтанович ув’язав Збаразького «въ именьеего [Порицького] волынское Вышегородское, в Коростово, в Печерско,Влашыновцы, в Доманинку и в Буглове» і поїхав «до местечка Вышейгородского». «И кгды, дей, там приехал, ино, дей, его в местечко не пущоно и ззамочку Вышейгородъка стреляно, и коня рыжого подъ служебникомъ его Иваном Ясковичом з гаковъницы вбито»; а далі, не чекаючи, поки дворянин залишить Збараж, Олександр Федорович вигнав урядників Миколая Андрійовича Збаразького із сіл Буглів і Влашинівці, у зв’язку з чим у середині літа 1557 р. той знову скаржився на сусіда. На початку 1559 р. князь Порицький брав ще участь у розгляді однієї справи, а наприкінці наступного року в маєтках на півдні Волині господарював уже син Михайло. Зокрема, вишегородський урядник останнього оскаржив у Луцьку Миколая Збаразького в насланні перед Різдвом (тобтодо 25 грудня 1560 р.) свого урядника на тутешні села Верещатинці й Панківці. Михайло Олександрович перетворив, очевидно, замок Вишгородок у свою резиденцію, оскільки 1562 р. згаданий як князь Порицький і Вишегородський, але сидів тут недовго, бо 1565 р. земську службу «з ыменеи своихъ Вышекгърода въ повете Кремяницкомъ» відбував уже його брат - Олександр Порицький.
1583 р. податок за містечко Вишгородок платив Олександр Олександрович, а 1589 р. — його вдова Ганна з Баворовських;1595 р. княгиня судилася ще разом із синами за підданих із Вишгородка, а далі маєток перейшов до дітей. Спадкоємцями Олександра Порицького були сини Януш († 1614), Миколай († 1621), Стефан († 1640) та Олександр († 1618). Оскільки вони помирали передчасно, а нащадків, за винятком наймолодшого, не залишали,маєтки час-від-часу мали заново ділитися. Остаточно Вишгородок перепав Стефану, у руках якого перебував 1618 р. та під час сплати подимного1629 р.  Натомість, верхів’я Буглівки, що становили частину Вишегородської волості, отримав, мабуть, Олександр, оскільки під час татарського погрому 1619 р. розташовані тут села належали його вдові Ганні Горностай, а 1629 р. — Криштофу Харленському, за якого вона вийшла заміж. 
Після смерті Стефана Олександровича, на якому чоловіча лінія роду обірвалася, володіння успадкувала його племінниця Ізабелла-Зофія Олександрівна, яка 1637 р. була вже одружена з Криштофом Конєцпольським.
1650 р. містечко Вишгородок (разом із замком, якщо він уцілів у вирі війни,що почалася 1648 р.) перебувало в руках зятя князів Порицьких.
В період середньовіччя місто Вишгородок зазнало частих нападів татар і турків, воно лежало на одному із трьох шляхів, яким проходили нападники на Польщу та Україну. Забирали в полон жінок, чоловіків та дітей. Знищували укріплення. Місто поступово занепадало. Замок було занедбано.
У 1551 році Вишгородку було надано магдебурське право.
В «Атласі світу», виданому в Амстердамі 1647, Вишгородок позначений як місто-фортеця Польщі
У 1708 році Вишгородка, разом з іншими містами, був розорений військами, які проходили через нього, — польськими, козацькими, російськими та шведськими. З того часу замок уже не відбудовувався. Згодом, у 1721 році четверту частину Вишгородка із декількома сусідніми селами купив стражник Юзеф Потоцький. Іншу частину з околицями в 1746 році — Францішек Салезій Потоцький, який у 1758 році обміняв Вишгородок з навколишніми селами на декілька сіл у землі черкаській[джерело?], що належала тоді Войцеху Ржищевському. Відтоді Вишгородок залишався за родом Ржищевських. Від Войцеха Ржищевського, який помер у Вишгородку 2 травня 1786 року, містечко перейшло до його сина Адама. Адам Ржищевський відомий, як драматург і польський оратор. Який написав віршами трагедію «Смерть цесаря», «Семираніс» і переклав з французької на польську мову трагедію «Іфганія». Після його смерті, у 1808 році Вишгородок дістався сину Гаврилу, генералу польського війська. Від Гаврила Вишгородок перейшов до одного з тьох синіх — Йосифа Ржищевського, який був одружений з австрійською графинею і проживав у Відні. Тільки на літо приїжджав він у сусіднє село Жуківці, де знаходилася вишукана садиба із садом. Наприкінці 1870 року місто Вишгородок із селом Жуківці куплено Ржищевського графинею Лідерс-Веймарн, котра також проживала в Жуківцях.
Згідно з указом імператора Павла І від 27 серпня 1797 Вишгородок увійшов до Волинської губернії, згодом став волосним центром.
При церкві, яку було закладено в 1843 році у Вишгородоку, діяла з 1878 року церковноприходська школа у церковному будинку. Вчителю за навчання платили 150 рублів на рік. У 1849 році згадується, що священиком при церкві служив О. Ф. Палецький, псаломщиком — А. І. Роздольський.
Станом на 1885 рік у Вишгородоку було волосне правління, православна церква, костел, синагога, 2 єврейських молитовних будинки, постоялий будинок, гостинний двір, базар по неділях, ярмарок, водяний млин, поташний, пивоварний та винокурний заводи. У документах за 1888 рік читаємо, що у Вишгородку 958 осіб православні, 10 римо-католики, 800 євреїв.
А згідно переписом у 1911 році, у Вишгородоку проживало 2627 мешканців; тут були волость, міщанська управа, пошта й телеграф, двокласна школа, земська амбулаторія, акушерський пункт, аптека й аптечний склад, 31 крамниця, водяний млин і щомісячні ярмарки.
У селі 17 і 25 березня, 25 квітня, 24 червня, 6 серпня, 1 жовтня і 6 грудня відбувалися щорічні ярмарки; особливим попитом користувалися вишгородські килими.
У містечку була Велика синагога, дві талмудичні школи та мала хасидська синагога. З середини 1920-х років тут була школа івриту Тарбут. Яка слугувала культурним центром, де проводилися вечірні заняття для дорослих. При ній була публічна бібліотека та читальня,де проходили літературні вечори, лекції, виступи драматичних самодіяльних гуртків.
До найближчої залізничної станції «Вишгородок», що знаходиться в селі Влащинці, — 3 км. Цікаво, що залізнична дорога спочатку мало проходити через Вишгородок, але євреям, які проживали до війни в селі, вона була «невигідна», і ті, за відповідну плату, домовились з проектантами, щоб залізницю проклали по околицях Влащинець. Проте назва залізничної станції «Вишгородок» збереглася.
У серпні 1928 року близько 300 польських осадників спробували захопити православну церкву і перетворити її на костел. Піднявши серед ночі священика, вони вимагали від нього видати церковні ключі. На порятунок церкви й священика піднялося все село, а втручання поліції завадило ймовірному кривавому побоїщу.
На 1936 рік село входило до ґміни Вишгородок Кременецького повіту.
До 1939 року в селі працювала семирічна школа з польською мовою навчання. Її матеріальна база була непоганою, як на той час. Зокрема, зразково обладнані хімічний, фізичний кабінети, бібліотека з книжковим фондом польською та українськими мовами. Біля закладу посадили надзвичайний сад з різними сортами яблук, груш, слив, черешень та вишень. В школі навчались діти української, польської, єврейської національностей.
Під час німецько-радянської війни близько 1500 євреїв, котрі проживали у Вишгородку, гітлерівці вивезли у гетто до Вишнівця і знищили.
До війни у селі діяла молодіжна організація «Просвіта», яка мала власну велику бібліотеку.
У 1939 році в селі було утворено колгосп. Багатогалузеве господарство за яким було закріплено 1,5 тис. га сільськогосподарських угідь, у тому числі—1,4 тис. га орної землі. Виробничий напрям господарства — зерно-буряковий з розвинутим м'ясо-молочним тваринництвом.
У 60-70-х роках ХХ століття Вишгородок почав масово розбудовуватись. У 1965 році постала нова середня школа, а поряд зі школою в 1985 році був збудований дитячий садок. У 1970 році з ініціативи депутатів районної та сільських рад збудували будинок культури на 350 місць з кінозалом, бібліотекою, залом для урочистих подій.
Згодом тут було збудовано фельдшерсько-акушерський пункт, аптеку, пологовий будинок, відділення зв'язку, торговий центр, продовольчий і господарський магазини, їдальня, павільйон побутового обслуговування з кравецькою і шевською майстернями, фотоательє і приймальним пунктом хімчистки.
12 червня 2020 року, відповідно до розпорядження Кабінету Міністрів України № 724-р «Про визначення адміністративних центрів та затвердження територій територіальних громад Тернопільської області» увійшло до складу Лановецької міської громади.
19 липня 2020 року, в результаті адміністративно-територіальної реформи та ліквідації Лановецького району, село увійшло до складу Кременецького району.
У селі виявлено пам'ятку трипільської культури — кам'яну мотикуЇ, що зберігається у Тернопільському обласному краєзнавчому музеї.

## Населення

### Мова
Розподіл населення за рідною мовою за даними :
| Мова       | Кількість | Відсоток |
| ---------- | --------- | -------- |
| українська | 688       | 99.7%    |
| російська  | 1         | 0.15%    |
| білоруська | 1         | 0.15%    |
| Усього     | 690       | 100%     |

## Пам'ятки
Зі старовинних споруд Вишгородка до нашого часу не збереглася жодна. На високому пагорбі міста кілька століть височів римо-католицький костел Святого Духа, який був збудований у 1760 році. Поряд прилягала дзвіниця, а по периметру був обнесений муром чотириметрової стіни. Припускають, що його фундатором був Войцеха Ржищевського. Але польські дослідники вважають, що храм має більш давнє походження, а Ржищевський тільки реставрував і оновив його. З 1891-1928 роки римо-католицький костел був перетворений у православну церкву. А в 1935 році знову освячений як костел Святого Духа. 1938 році парафія налічувала близько 990 вірян разом із навколишніх сіл. Парохом парафії був Турзанський Костянтин. Навпроти до храму прилягав католицький цвинтар. Але у 1964 році храм був остаточно зруйнований радянською владою, а згодом був зрівняний із землею і цвинтар. На місці храму був споруджений пам'ятник полеглим односельчанам у німецько-радянській війні.
У 1931 році навпроти костелу у Вишгородку був споруджений "Народний дім"(польською "Dom lydowy"). Функціонував як культурний центр, де проводились різноманітні заходи, велась просвітницька діяльність. Навколо нього посадили багато екзотичних дерев, кущів та різних квітів, а доріжки і майданчики поблизу виклали тротуарною плиткою. Наразі не зберігся.
Сьогодні на узвишші Вишгородка височіє кам'яна з дзвіницею та огорожею церква Різдва Пресвятої Богородиці, збудована в 1843 році зусиллями місцевих священиків на пожертви парафіян і поміщика Ржищевського. Метричні книги зберігаються з 1863 року.
На терені давнього Вишгородка залишилось горбовище Замчисько над потоком Жирака, залишки валів на одному з пагорбів, старі могили із врослими у землю кам'яними хрестами. В Замчиську зі сторони яру, за місцевими переказами, є вхід до величезного кам'яного льоху. Такі тайники будувались у стародавніх містах Волині, куди під час нападу ховались люди зі своїми пожитками.
М. Маліборський - український композитор, диригент, педагог, уродженець с. Вишгородок, описував його так:
“У 20-30-х роках ХХ століття був тут ринок з ратушею..; нижче за річкою – Торговиця; над нею на пагорбі – Замчисько; на Замчиську – церква і цвинтар. До ринку прилягала гарно розмальована синагога – гордість єврейського населення, власників крамниць, кравців, столярів. Під ринком тягнулися великі льохи, про які між людьми ходили фантастичні легенди. Одним словом – місто.”
До війни у селі були дві синагоги. Велика синагога та мала хасидська синагога, які наразі не збереглись. Збереглось два єврейські поховання. Сьогодні від одного з них залишились окремі уламки каменів та плит на вулиці Шувченка, а друге, площею 1,2 га, на вулиці Цегельній зберігається. Останні поховання тут відбулися у 1941 році.

## Пам'ятники
Споруджено:
- пам'ятник полеглим у німецько-радянській війні воїнам-односельцям (1970),
- пам'ятні знаки першим головам сільради М.Городецькому, М.Заскородньому та С.Пілярчуку (1987) і «Вишгородку — 850 років»   (2002);
- Впорядкована могила вояків УПА.

## Пам'ятки природи
- Вишгородське джерело «Мурована криниця».

## Соціальна сфера

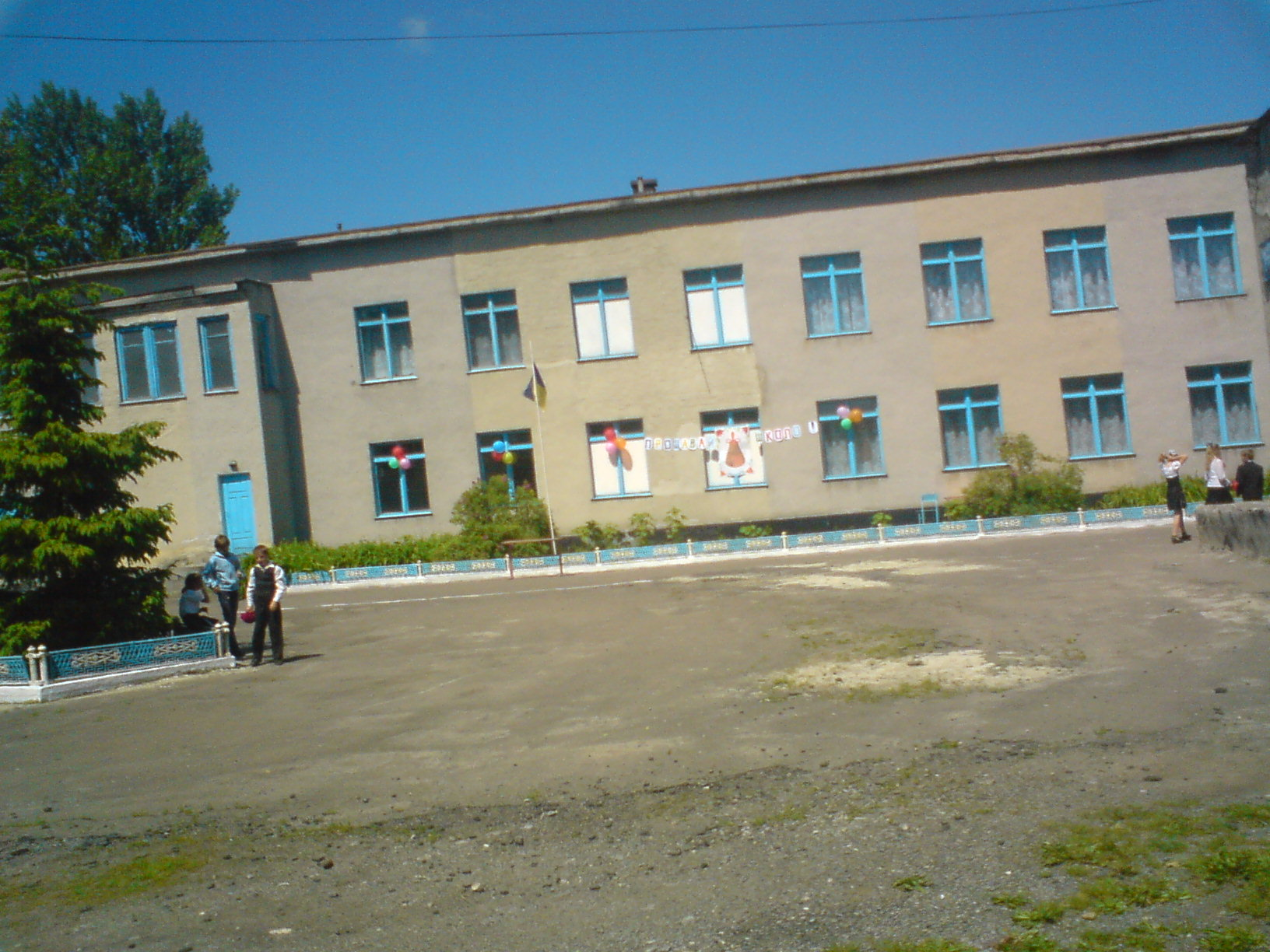
Вишгородоцька школа

Діють загальноосвітня школа І-ІІІ ступенів, Будинок культури, бібліотека (наразі не діє), дошкільний заклад, амбулаторія, відділення зв'язку, торговельний центр.
23 травня 2009 року сільська громада спільно з Програмою Розвитку ООН втілила в життя перший в Україні проект придбання шкільного автобуса за схемою фінансування: 50% — ПРООН, 45% — районна влада, 5% — громада.[джерело?]
В урочистостях узяли участь голова обласної ради Олексій Кайда, Уповноважений керівник офісу ПРООН в Україні Ерджан Мурат, голова Представництва Європейської комісії в Україні Жозе Мануел Пінту Тейшейра, заступник голови місії Александр Байерль (Австрія) та ряд послів європейських країн: Дімітар Владіміров (Болгарія), Ярослав Башта (Чехія), Ганс-Юрген Гаймзет (Німеччина), Харіс Дімітріу (Греція), Андраш Баршонь (Угорщина), Яцек Ключковські (Польща), Лі Тернер (Велика Британія) та Ердоган Ішджан (Туреччина). Гостей вітала уся сільська громада на чолі із Тетяною Присяжнюк, головою місцевої організації громади, що взяла на себе ініціативу з розробки і впровадження цього проекту.[джерело?]
Вітаючи громаду, Уповноважений керівник офісу ПРООН в Україні зазначив, що Організація будує свою роботу в усіх країнах передусім орієнтуючись на людський компонент, на потреби людей, їх умови життя та очікування стосовно освіти, соціальної чи медичної допомоги, тривалості життя. «Ми притримаємося думки, — зазначив Ерджан Мурат, — що люди мають бути в центрі розвитку, люди самі мають вирішувати, що вони хочуть і як вони хочуть, як, скажімо, у цій громаді і цей приклад з автобусом».[джерело?]
Голова Представництва Європейської комісії в Україні Жозе Мануел Пінту Тейшейра зазначив: «Немає кращого способу відзначати цей День Європи ніж приїхати в це село і взяти участь у церемонії передачі автобуса громаді села Вишгородок. Тому що це найкращим чином ілюструє інші виміри співпраці між Україною та Європейським Союзом».[джерело?]

## Спорт
У селі великою популярністю користується футбольний клуб «Стандарт». Сільський стадіон є другим за якістю в районі після Лановецького центрального.[джерело?]

## Відомі люди

### Народилися
- композитор, диригент, педагог М.Маліборський
- килимарі С.Пчола, І.Маліборський, С.Борковський. Роботи яких експонувались у Москві, Києві, Львові, Тернополі.
- Адам Ржищевський - польський поет, драматург, оратор.

## Галерея

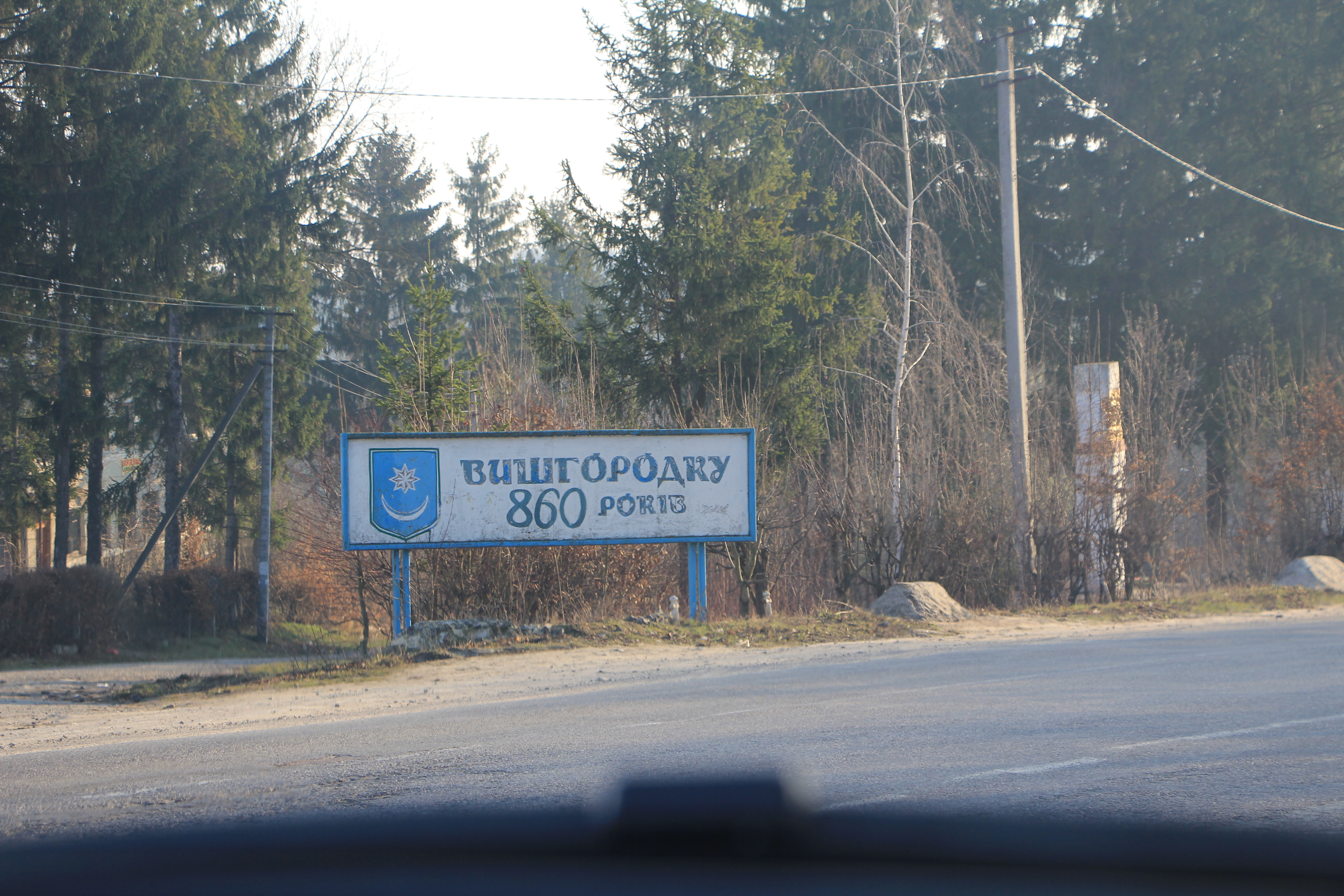
Пам'ятний знак "Вишгородку - 860 років"
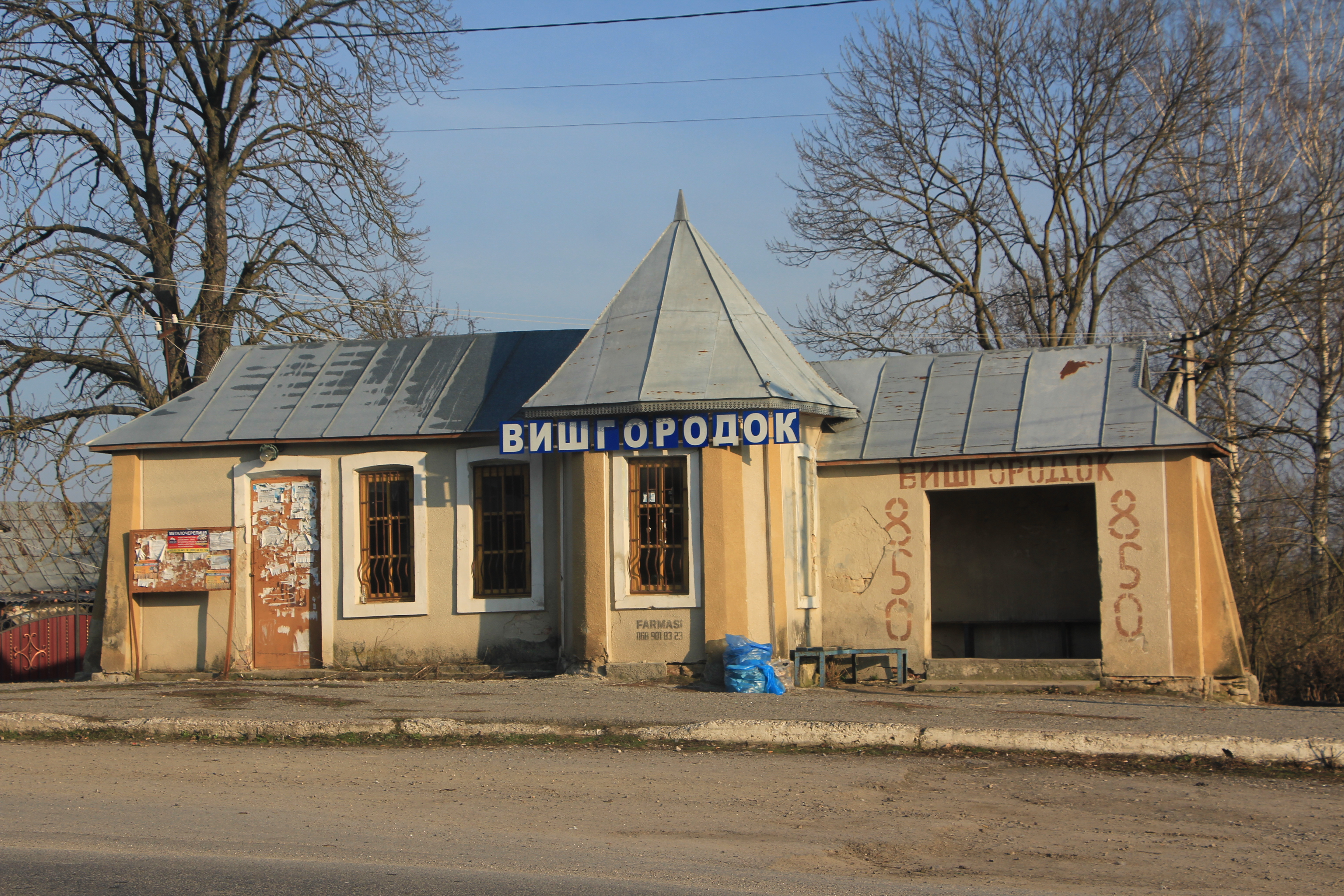
Автобусна зупинка "Вишгородок"
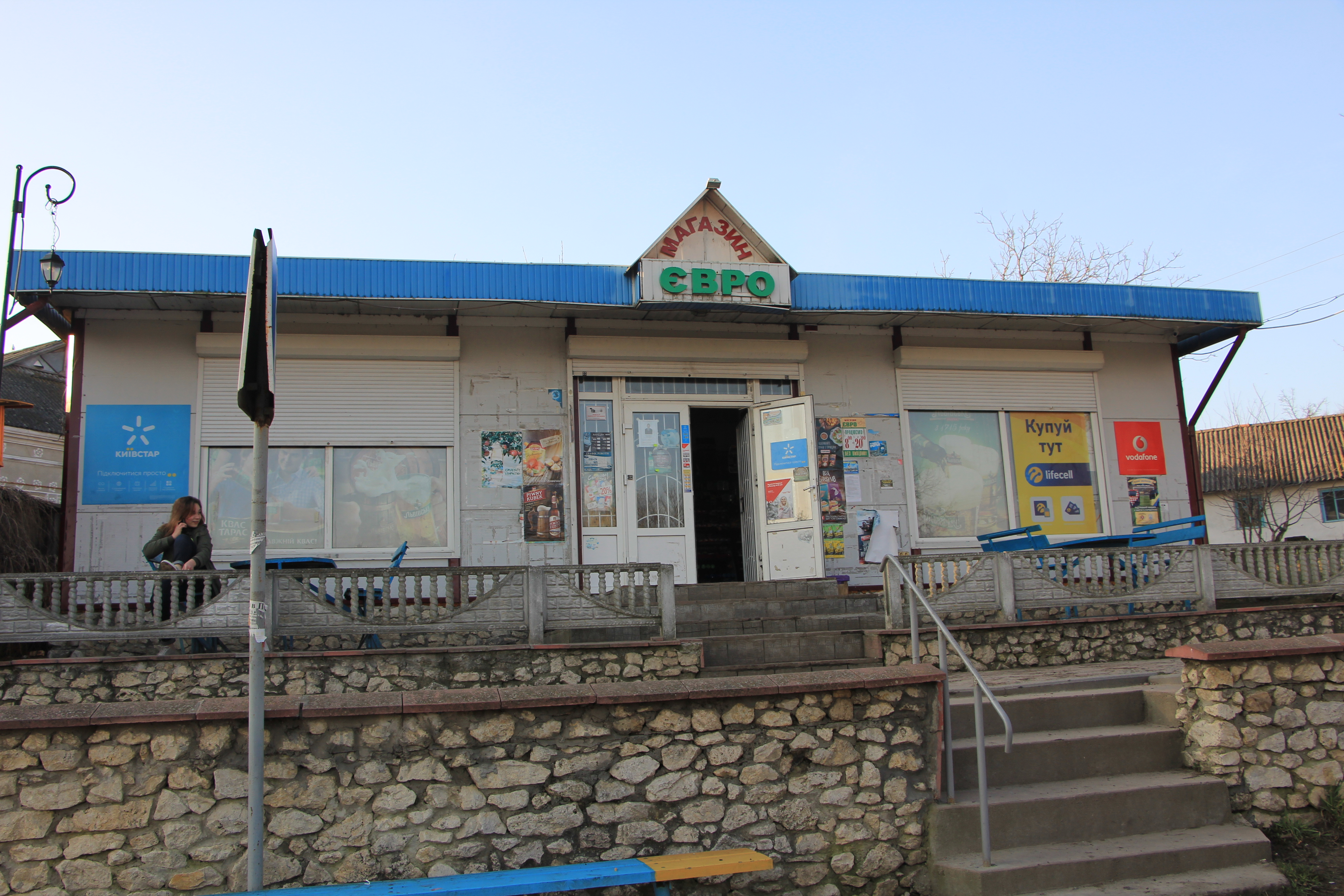
Сільський магазин "Євро"
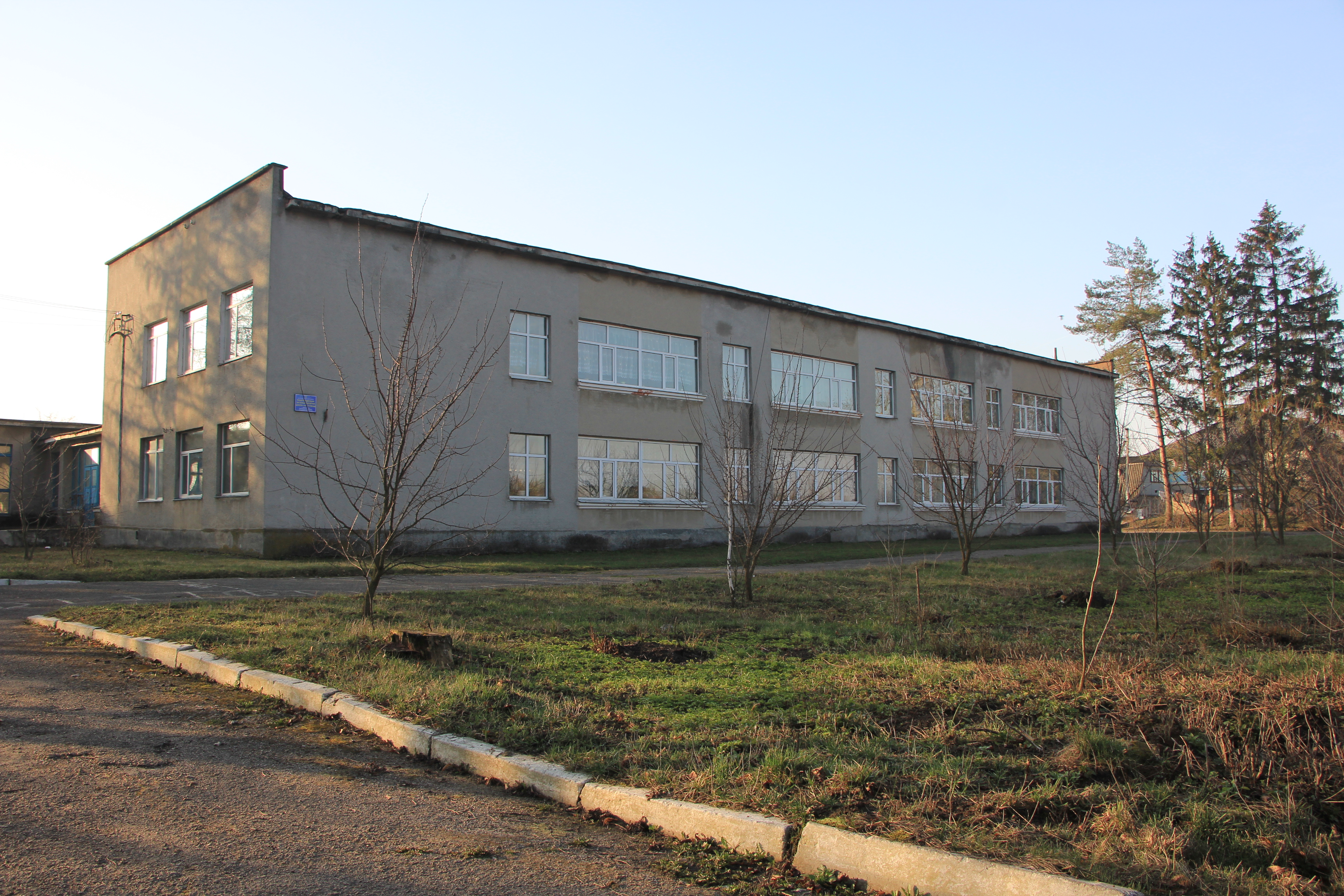
Вишгородоцька ЗОШ І-ІІІ ст
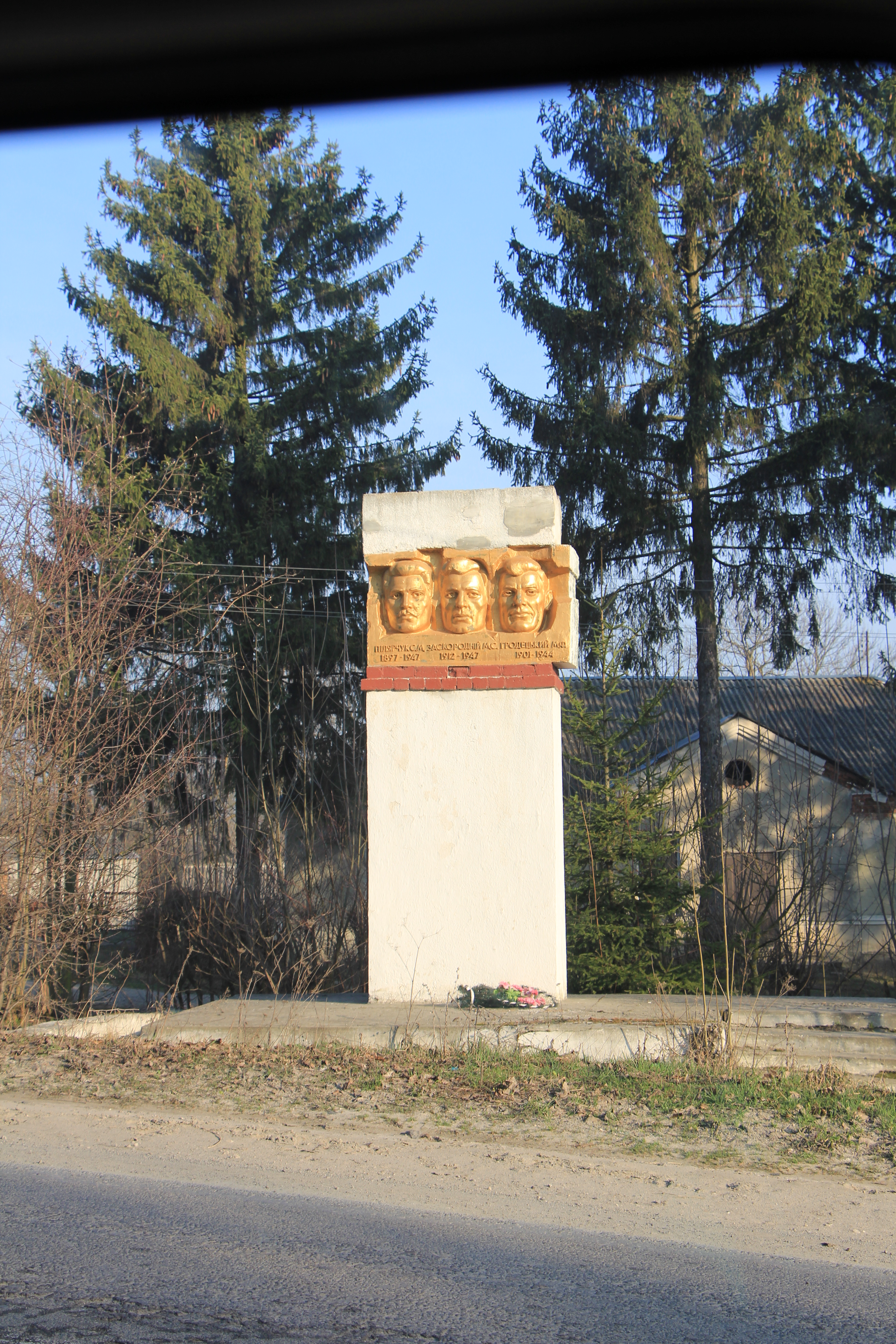
Барельєф
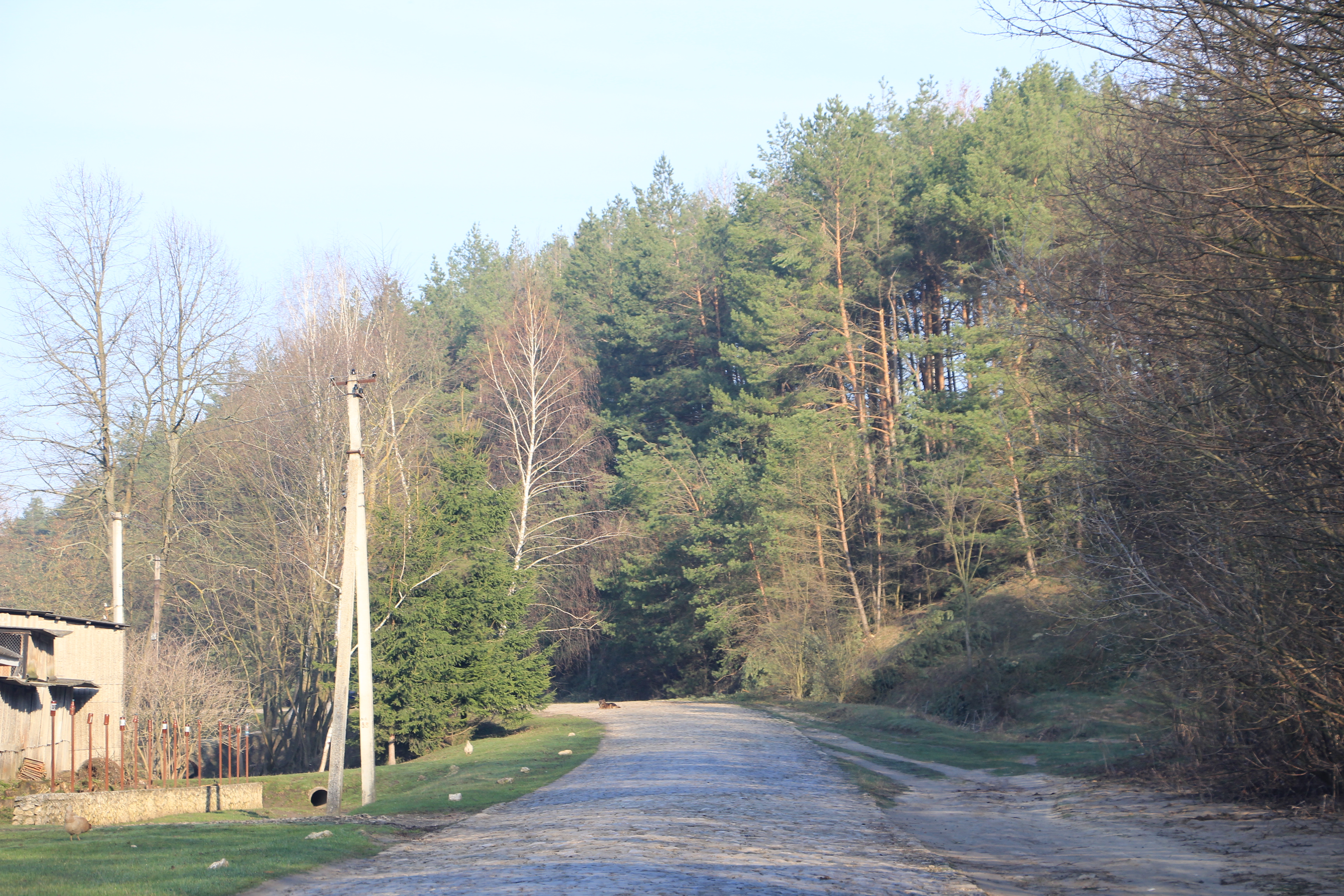
Дорога вимощена каменем по вул. Передмістя
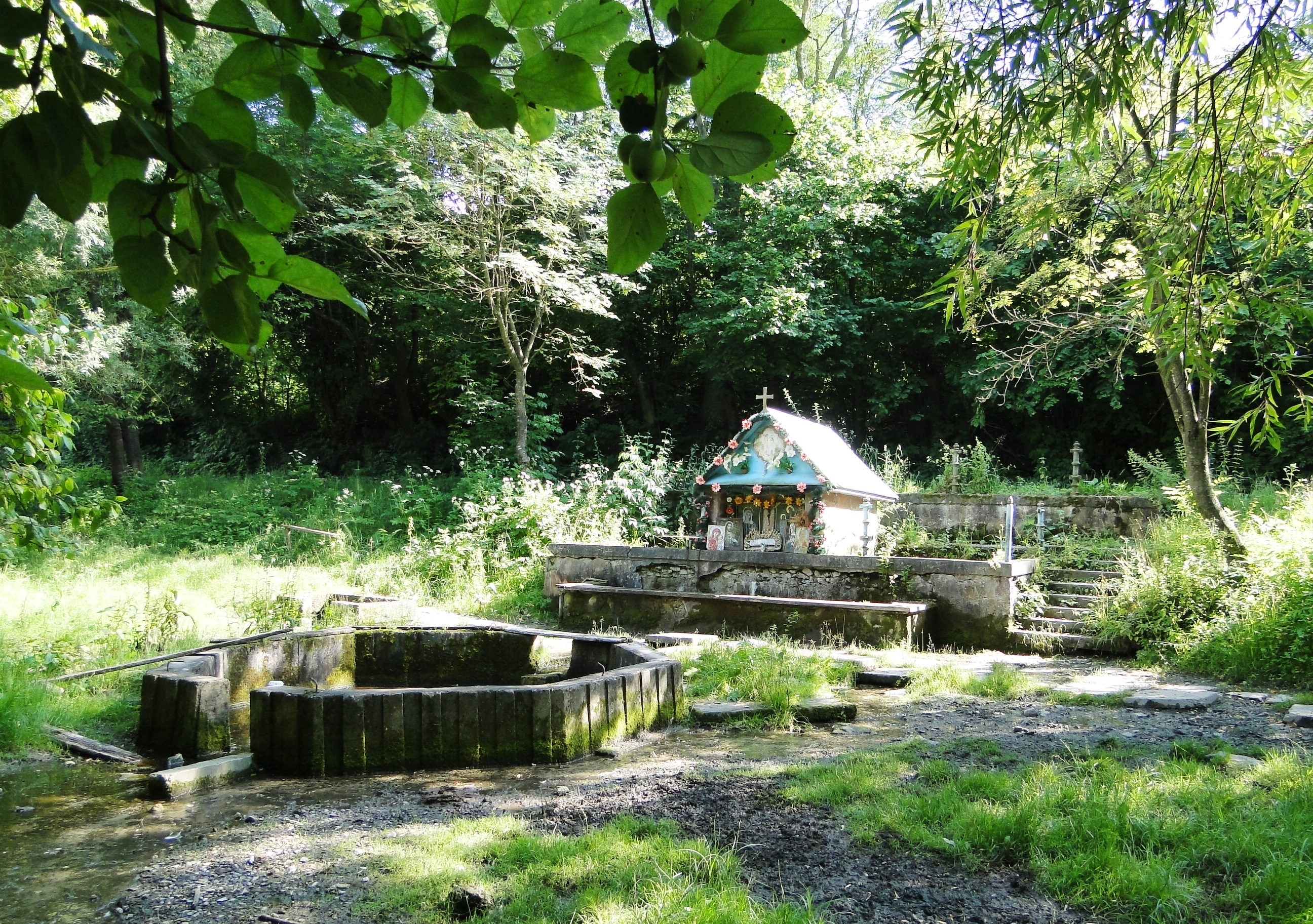
Цілюще Вишгородське джерело «Мурована криниця»
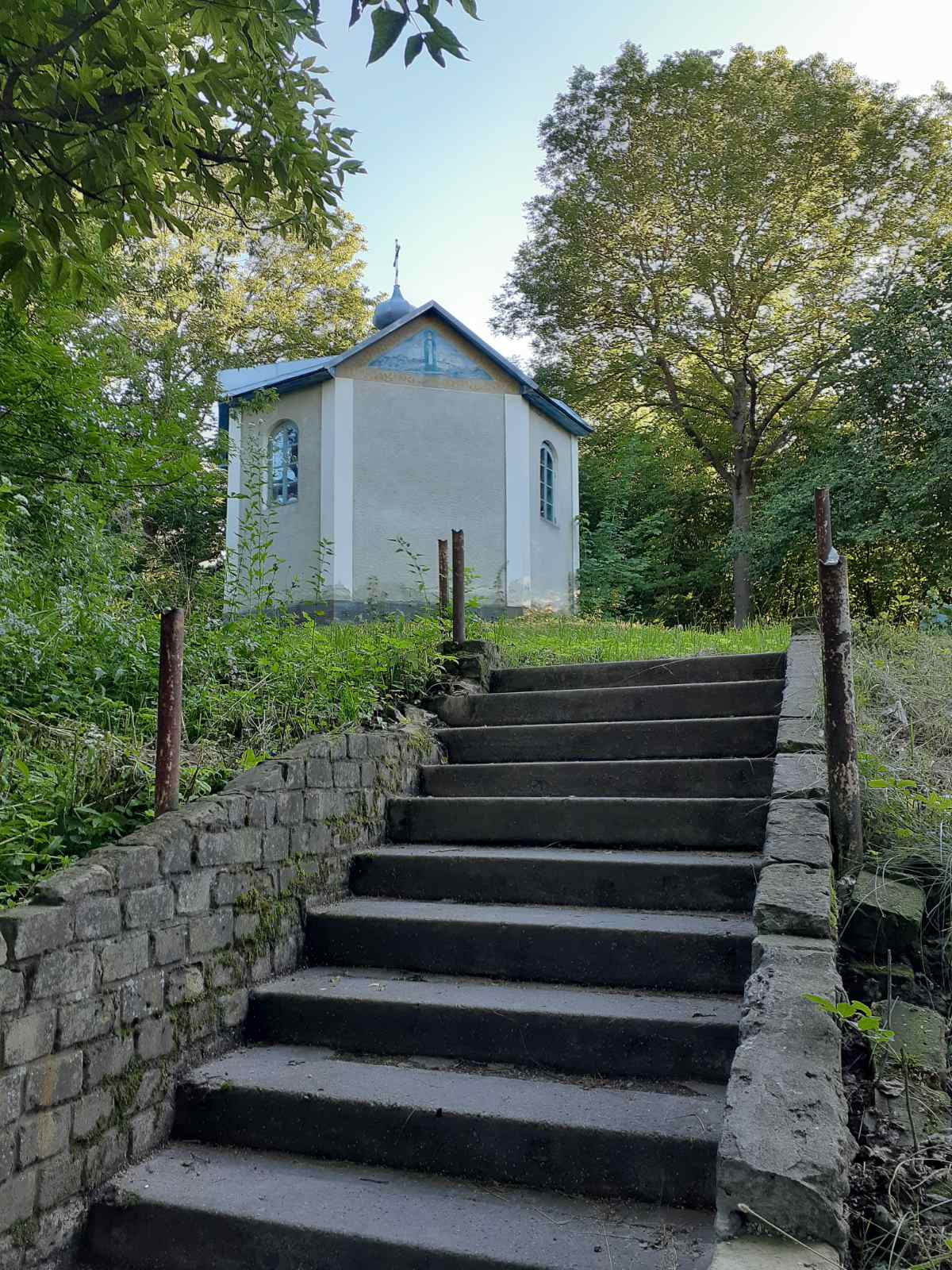
Капличка (1995)
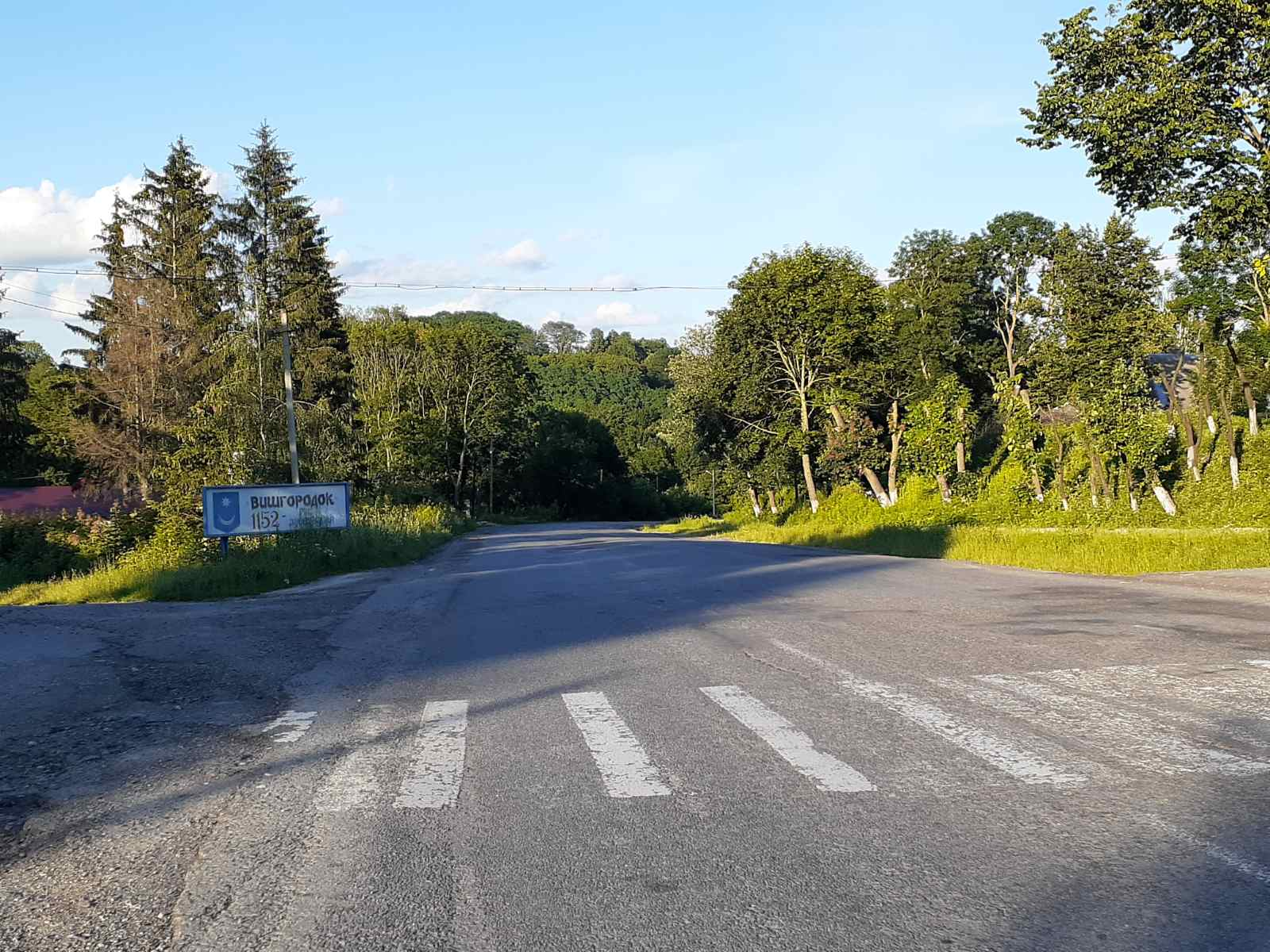
Центральна дорога